# Latham Park
Latham Park – stadion wielofunkcyjny w Newtown w Walii, na którym odbywają się głównie mecze piłkarskie. W roli gospodarza występuje na nim zespół Newtown F.C. Obiekt został nazwany na cześć walijskiego piłkarza George'a Lathama, 10–krotnego reprezentanta kraju.
Latham Park powstał w latach czterdziestych XX wieku, zaś pierwszy mecz Newtown F.C. miał miejsce w sierpniu 1951 roku. 28 czerwca 1956 zanotowano rekordową frekwencję; spotkanie rozegrane w ramach Pucharu Walii pomiędzy Newtown i Swansea City obejrzało 5004 widzów.
Stadion posiada trzy trybuny:
- Main Stand Side
- Police Station Side
- Housing Estate End